# 名古屋競輪組合
名古屋競輪組合（なごや けいりんくみあい）は、競輪の一部事務組合の名称。名古屋競輪場の施行者である。事務所は愛知県名古屋市中村区中村町字高畑68に所在する。

## 概要
名古屋競輪場では、1949年の開設以降、名古屋市と愛知県がそれぞれ単独施行者として開催しつつも、同競輪場の管理・維持については、当組合を結成して執り行ってきたが、1988年、主催権も当組合に移管した。利益配分割合は名古屋市、愛知県で折半となっている。